# Žebravé řády
Žebravé řády neboli mendikanti (z lat. mendicans – žebrající) je označení řeholních řádů, které se zřekly vlastnictví nejen na úrovni jednotlivců, ale i společenství jako celku (řádu). Na rozdíl od nežebravých řádů (např. cisterciáků, benediktinů nebo premonstrátů) tedy nedisponují pozemkovým ani jiným majetkem k zabezpečení provozu svých klášterů, nýbrž jsou závislé na vlastní práci a darech dobrodinců. Kláštery žebravých řádů vznikají od počátku 13. století.
Ze středověku dodnes přetrvaly čtyři velké mendikantské řády, uznané Druhým lyonským koncilem (1274): dominikáni (schválení 1216) a františkáni (1223), kteří působili od počátku ve městech, karmelitáni (1245) a augustiniáni-poustevníci (1256). Tridentský koncil (1545–1563) povolil vlastnění majetku všem žebravým řádům s výjimkou františkánů a kapucínů.
Žebravé řády kladou důraz na asketický způsob života, chudobu, odříkání, ale také na službu bližním, a to jak hmotnou (provozování špitálů – Milosrdní bratři), tak duševní (vyučování), a duchovní (pastorace, misie). Přiklání se k podobě apoštolského života (lat. vita apostolica). Významná je i činnost kazatelská, např. dominikáni se oficiálně označují jako Řád kazatelů, pro působení Svatého Dominika a jeho kázání proti herezi katarů na jihu Francie.

## Žebraví bratři
Zřeknutí se majetku a spoléhání na žebrotu jako na způsob obživy znamenalo odtrhnout se od jednoho z nejzákladnějších principů tradičního monasticismu. Kázání a poskytování duchovní péče byl raison d’être žebravých mnichů. Jasně dokazovali, že angažovaný křesťan dokáže žít ve světě běžných lidí, ale přesto do něj nepatřit. Již nebylo třeba unikat z lidského světa a uzavírat se do odlehlých klášterů. Jediné, bez čeho se nebylo možné obejít, bylo, aby se káli a žili ve shodě s evangeliem.
Nezbytným předpokladem této misijní činnosti bylo zřeknutí se veškerého majetku a s ním přicházející pohyblivost oproti mnichům, kteří byli vázáni k domu, v němž složili své sliby. Konzervativnější protivníci nazývali tyto mnichy gyrovagi – potulní. Např. svatý Benedikt k nim choval nejhlubší opovržení. Takovíto mniši však měli volnost pohybu a mohli putovat od kláštera ke klášteru, z provincie do provincie, za účelem kázání či studia, podle toho, co jim předepsali jejich představení.

## Společenský kontext
Celých 150 let před rokem 1200 zažívala Evropa dlouhé období hospodářské a demografické expanze, díky bohatství plynoucímu z obchodu a výroby se začala města markantně rozrůstat a nabývat dnešní moderní podoby. Právě v těchto podmínkách začal vzrůstat antiklerikalismus a náboženský nonkonformismus. Společnost byla mobilnější, kritičtější a její horní vrstvy blahobytnější, než kdy předtím. Mezi laiky se začala šířit gramotnost a přestala být výsadou církve. Nová vrstva gramotných a vzdělanějších laiků začala kriticky nahlížet na rozumové a mravní nedostatky duchovenstva, to vyvolalo napětí mezi tradičními premisami mnišské spirituality a tužbami laického lidu, ve kterém se právě probudilo vědomí jeho křesťanského povolání.
Na tyto potřeby laického lidu nebyla církev vybavena. Diecézní a farní struktura byla uzpůsobena především potřebě venkovského obyvatelstva. Většina duchovních byla převážně z řad svobodných rolníků a z hlediska míry vzdělání příliš nepřevyšovala úroveň jejich venkovských farníků. Právě tuto mezeru měli zaplnit žebraví bratři.
V prostředí měst, přístupném novým myšlenkám, se vedle toho začala šířit různá nekonformní hnutí obviňovaná z hereze, jimž nedokázali sekulární duchovní úspěšně vzdorovat. Kacířství bylo všude a církev čelila krizi. Objevovaly se nové radikální podoby laické zbožnosti, inspirující se nezprostředkovaným výkladem Nového zákona, jehož části kolovaly v různých neoficiálních překladech a potenciálně ohrožovaly hierarchickou strukturu církve. Otázkou bylo, zda je tento bouřlivý nával nadšení možné usměrnit, aby sloužil věci pravověří. Papež Inocenc III. riskoval mnohé, když udělil podmínečné svolení určitým skupinám žebravých laických kazatelů, nakonec se mu to však vyplatilo.

## Noví evangelisté
Kromě žebravých mnichů existovalo ještě několik skupin potulných hlasatelů evangelia. Jejich společným znakem byla nová, radikálnější interpretace apoštolského života. Její podstatnou součástí byla dobrovolně přijímaná chudoba a ideál kazatelské misie, obracející lidi k nové víře. Ve starém ideálu byl odhalen nový rozměr, a to následování Ježíše po vzoru jeho pozemského života, tak jak jej vyjevuje evangelium. Docházelo ke znovuobjevení doslovného smyslu evangelia. Podnět k formování skupin evangelistů, často vycházel ze zámožných a vyhraněnějších sfér laických obyvatel měst.
Zakladatelem jedné takové skupiny byl Valdès, obchodník a bankéř z Lyonu. Po náhodném vyslechnutí příběhu svatého Alexia, jenž se vzdal všeho a oddal se chudobě z lásky k Bohu, vyhledal Valdès jistého učence a požádal ho o radu, jak má změnit svůj život. Mistr ho odkázal na úryvek z evangelia „Chceš-li být dokonalý, jdi, prodej, co ti patří, rozdej chudým a budeš mít poklad v nebi; pak přijď a následuj mne.“ (Mt 19, 21) Poté Valdès učinil radikální krok: část svého majetku přepsal na svou ženu, dvěma dcerám dal věno a poslal je do kláštera, a zbytek rozdal chudým přímo na ulici. Následně se stal potulným kazatelem, který kázal přímo v ulicích a živil se žebrotou a zanedlouho začal získávat první žáky. Když byl roku 1181 vyzván, aby se za svou činnost zodpovídal legátské synodě, konající se toho roku v Lyonu, přihlásil se k pravé víře a k tomu, že ani on, ani jeho stoupenci nebudou nikdy hromadit peníze, potraviny či šatstvo a že budou žít v úplné chudobě. Byli označováni za valdenské nebo také za Lyonské chudé. Setkali se však s nepřátelstvím ze strany kněží, a tak mnozí z nich později propadli radikálnímu antiklerikalismu.
Další skupinou snažící se o návrat k evangeliu byli humiliáti. Jednalo se o řeholní bratrstvo, jež získalo množství přívrženců ve městech Lombardie a Benátska. Zajímavostí je, že papež povolil kázání i laickým členům bratrstva, byť s určitými omezeními. Povolení kázat laikům bylo první svého druhu. Většina autorit církve však toto povolení brala jako zásah do svých pravomocí a snahu o jejich uzurpaci, což považovali za podvratnou činnost a herezi a snažili se tuto výhradu laikům opět odepřít. Lucius III. pak roku 1184 valdenské i humiliáty vyobcoval spolu s dalšími sektami z církve. Jeho nástupce Inocenc III. nicméně humiliáty opět rehabilitoval a s církví smířil i umírněné a kompromisu nakloněné křídlo valdenských, které začalo být označováno za Katolické chudé.

## Hlavní žebravé řády
- Dominikáni – zakladatel svatý Dominik, schváleni 1216
- Františkáni – zakladatel svatý František z Assisi, schváleni 1223
- Karmelitáni – schváleni 1245
- Augustiniáni – schváleni 1256

## Další žebravé řády
- Trinitáři
- Servité
- Pauláni
- Pavlíni
- Milosrdní bratři